# 済生会神奈川県病院
社会福祉法人恩賜財団済生会神奈川県病院（しゃかいふくしほうじんおんしざいだんさいせいかいかながわけんびょういん）は、神奈川県横浜市神奈川区にある医療機関である。恩賜財団済生会における開設第1号病院であり、現在においても公的な医療機関として歴史を重ねている。

## 概要
開設から2007年までは救命救急センターを備えた急性期医療施設であったが、済生会横浜市東部病院の開院後は、同病院と連携した回復期リハビリテーション中心の施設に転換していた。しかし、2016年以降は救急室の復活から始まる急性期医療にも力を入れ、緩和ケアなどの終末期までをカバーする病院へとなっている。
2025年5月時点、神奈川県選挙管理委員会より、不在者投票のできる施設の一つとして指定されている。

## 沿革
- 1911年（明治44年）5月 恩賜財団済生会　設立認可。
- 1913年（大正2年）9月 神奈川県病院が現在の横浜市西区岡野町に開設。（済生会第1号病院）
- 1945年（昭和20年）5月29日 横浜大空襲により、病院焼失。
- 1946年（昭和21年）4月15日 旧海軍釜利谷工員宿舎を仮病院として改築。診療再開。（現在の横浜市金沢区平潟町）
- 1949年（昭和24年）現在地の横浜市神奈川区富家町に移転し、診療8科・病床数65床となる。
- 1951年（昭和26年）公的医療機関となる。
- 1965年（昭和40年）神奈川県より「交通救急センター」を受託し50床を増床、計350床の総合病院となる。
- 1985年（昭和60年）地上8階地下1階建ての新館完成。
- 2006年（平成18年）「交通救急センター」の事業を終了。400床での運営継続。
- 2007年（平成19年）回復期リハビリテーションを中心とした150床の病院へ機能転換。
- 2010年（平成22年）回復期リハビリテーション病棟30床増床し、180床になる。
- 2016年（平成28年）新棟西館の建設。救急室の開設。
- 2017年（平成29年）緩和ケア病棟の開設。
- 2018年（平成30年）4月1日 近くにある横浜逓信病院（日本郵政運営）を譲受し、東神奈川リハビリテーション病院として開設。

## 診療科
- 総合内科
- 糖尿病内分泌内科
- 消化器内科
- 呼吸器内科
- 循環器内科
- 腎臓内科
- 神経内科
- 外科
- 消化器外科
- 呼吸器外科
- 乳腺外科
- 腎臓外科
- 血管外科
- 整形外科
- 皮膚科
- 眼科
- 口腔外科
- リハビリテーション科
- 放射線診断科
- 救急科

診療施設（センター）
- 内視鏡センター
- 化学療法センター
- リハビリテーションセンター
  - 理学療法（PT）
  - 作業療法（OT）
  - 言語聴覚療法（ST）
- 透析センター
- 予防医療センター
- 手術・カテーテル・中央材料センター
- 生活習慣病センター

診療協力部門
- 看護部
- 薬剤科
- 放射線科
- 検査科
- 栄養科
- 臨床工学科

医療管理支援部門
- 地域連携福祉課

## 医療機関の指定等
- 保険医療機関
- 労災保険指定医療機関

## 交通アクセス
電車
- JR京浜東北線 東神奈川駅下車、徒歩約5分程度。
- 京急本線 京急東神奈川駅下車、徒歩約6分程度。
- 東急東横線 東白楽駅下車、徒歩約8分程度。

バス
- 横浜市営バス バス停「立町」下車、徒歩0分。

車
- 駐車場あり（45台対応可）